# Тайният кръг (сериал)
„Тайният кръг“ (на английски: The Secret Circle) е американски сериал, излъчван по The CW Television Network.
Разработен е от Андрю Милър въз основа на едноименната поредица на авторката Л. Дж. Смит. На 17 май 2011 г. от The CW обявяват, че са заснели пилотния епизод. Той е излъчен на 15 септември 2011 г. в САЩ и Канада.
На 12 октомври 2011 г. The CW одобряват пълен първи сезон на сериала, който ще се състои от 22 епизода.
На 11 май 2012 г. The CW обявяват, че „Тайният кръг“ няма да бъде подновен за втори сезон.

## Сюжет
Светът на Каси Блейк е обърнат с главата надолу, след като нейната майка умира при мистериозни обстоятелства. Това принуждава Каси да се премести да живее при баба си Джейн в Чанс Харбър щата Вашингтон. Надеждите ѝ за смесване в града са смачкани от няколко съгражданина и техните деца: Адам, Даяна, Фей, Мелиса и Ник. Петимата изглеждат странно заинтересувани от Каси и ѝ разкриват, че произлиза от дълга линия вещици. Тя отказва да повярва, че е вещица, докато Адам не ѝ помага да отключи силите си – дори тогава тя е несигурна, докато не открива стара книга с кожена подвързия, оставена от майка ѝ. Вътре в книгата се крие съобщение до Каси от майка ѝ, обяснявайки ѝ че никога не е искала да разкаже на дъщеря си за способностите ѝ, за да я предпази; както Кръгът скоро открива, техните сили привличат тъмно и опасно внимание, което постоянно ги поставя по пътя на опасността и в ръцете на ловците на вещици.

## Актьорски състав
- Каси Блек – главната героиня, която разбира от Даяна, че е вещица и принадлежи към Тайния кръг, към който е била и майка ѝ.
- Адам Конант – гаджето на Даяна Мийд. Вещер, който принадлежи към Тайния кръг. Той показва на Каси как да си отключи силата.
- Фей Чембърлейн – дъщеря на директорката на училището, което посещава тя и Каси. Принадлежи към Тайния кръг. Безотговорна, мощна, нетърпелива вещица.
- Даяна Мийд – дъщеря на Чарлз Мийд. Член е в Тайния кръг, също така е и приятелка на Каси. Среща се с Адам Конант.
- Мелиса Глейзър – ученичка и вещица, която принадлежи към Тайния кръг. Помощничка е на Фей Чембърлейн.
- Ник Армстронг – съсед на Каси. Член в Тайния кръг. Убит от Чарлз Мийд.
- Джейк Армстронг – по-големият брат на Ник. Той е мощен вещер. Принадлежи към ловците на вещери.
- Доун Чембърлейн – директорка на училището и майка на Фей. Заговорничи заедно с бащата на Даяна, Чарлз.
- Чарлз Мийд – баща на Даяна. Той е отговорен за смъртта на майката на Каси.
- Джейн Блейк – бабата на Каси. Също като внучка си е вещица.
- Итън Конант – бащата на Адам. Бил е влюбен в майката на Каси. Вещер е, но е загубил силата си.

## Епизоди
| Сезон | Епизоди | Премиера на сезона USA | Финал на сезона USA |
| ----- | ------- | ---------------------- | ------------------- |
| 1     | 22      | 15 септември 2011      | 10 май 2012         |

## В България
В България сериалът започва излъчването си bTV Cinema на 16 юли 2014 г. с разписание всеки делник от 19:00 и с повторение на следващия ден в 18:00. Последният епизод е излъчен на 14 август. Ролите се озвучават от артистите Ирина Маринова, Таня Михайлова, Петя Силянова, Момчил Степанов в първи и втори епизод, Мартин Герасков от трети епизод, Светломир Радев от седми до десети епизод и Петър Бонев от първи до седми епизод, а след това се завръща в единадесети епизод.